# 倉科紗央莉
倉科 紗央莉（くらしな さおり、1993年11月12日 - ）は、日本のAV女優。ファイブプロモーション所属。
身長:140cm。スリーサイズ:B81(E)・W53・H82cm。血液型:O型。趣味・特技:コスプレ、カラオケ。。

## 略歴・人物
栃木県出身。2014年4月にAVデビュー。身長140cmの小柄なロリ系のAV女優。

## 出演作品

### アダルトDVD
2014年
- 140cmマイクロ美少女 毎日上司とエッチしちゃう販売員 AVデビュー（4月1日、キャンディ）※デビュー作
- はじめての美味しいゴックン（5月1日、キャンディ）
- 「キャアアアアッ！」妹が風呂場でびしょ濡れ！○校生の妹が、お風呂の掃除中に間違えてシャワーを自分に浴びてしまうドジっぷりを発揮。（6月5日、Hunter）
- パソコンに入っていた自分の母親のハメ撮り動画で興奮した隣の家の娘と恥ずかしい姿を見られ拒めなくなった母親を並べて親子丼（6月5日、ナチュラルハイ）共演:青山ななせ　他出演:白井ユリ、佳苗るか、一条星空、早川あゆ
- 風邪を引いた同僚に媚薬を飲ませて自宅痴漢（6月8日、ムーディーズ）
- 女子校生12人オマ○コ指入れぴちゃぴちゃ自画撮りオナニー vol.19（6月15日、プリモ）他出演:春日野結衣、宮崎このみ、桜井心菜、夏希亜美、大森玲菜 ほか
- 体育会系部活少女 陸上部 さおり（6月25日、ラマ）
- 人間観察ドキュメント ネットで話題の個人レッスン出張サービス。を、行っている美人講師を強引にヤる。 09（7月1日、プレステージ）他出演:紺野ひかる、真野ゆりあ ほか
- くすぐり♥パンティーマッサージ vol.7（7月15日、ワニッチ）他出演:今井花菜、夏海花凛、高木愛美
- 全裸＋羞恥＋拘束＋放置＋JK=「マ○コの中に入れられたリモバイのスイッチは足の先」（7月25日、ナチュラルハイ）
- 「ちっさい女の子は性欲が強い」の再現検証。（7月25日、バルタン）他出演:堀口真希
- 危険日直撃!! 子作りできるソープランド 4 二輪車編（8月7日、Mr.michiru）共演:美泉咲　他出演:相葉レイカ、初美沙希、愛須心亜、椿かなり
- ビラ見せのオナキチ（8月14日、SEX Agent）他出演:阿部乃みく、高槻ルナ、工藤美紗、工藤紗希、愛葉さつき、矢沢しおり、木ノ花あみる、芦川芽依、鈴森汐那 ほか
- ザ・面接 VOL.140 アニキ復活 お願いだからアベベボボ!（8月20日、ATHENA）共演:今乃みちる、山下朱美
- 無乳のくせに乳首をいじられ悦びに身を捩るえりかちゃんとレズプレイ!何度も何度もイかされ号泣潮吹き!共演:森絵利佳
- 140センチ低身長 パイパン少女レンタルしました（8月25日、PSYCHEDELIC PUPPET）
- ｢チンポを勃てて悦ばす｣が校訓の憧れの都内一等地にある南青○性女学院（9月2日、DOC）共演:さくらえな、原ゆりあ、香椎りおん、川田悠美、大崎みこと、大澤美咲、北山悠、睦見しほ、檸檬、臼井あいみ、小川めるる、生駒はるな、あおば結衣、白咲碧、紺野ひかる、白咲ちえ、篠宮ゆり、愛須心亜
- 28歳合法ロリOL！身長140センチのくせに年相応にしっかり者のおねえさんが、半泣きチ●ポイキ！
- 下校中の少女を狙った野ション盗撮レ●プ(9月12日、青空ソフト)
- 征服欲満たされた?（9月26日、バルタン）
- いいなり露出温泉（9月26日、First Star）
- 生まれて初めてのおしり。アナルはもう一つのマ○コだと教えられる。倉科紗央莉 140cm（無毛）（10月1日、ミニマム）
- 「ねぇ?あたしと一緒にチャットでいっぱ〜いHなことしよ♥」制服美少女!ピチャピチャ潮吹きLIVEチャットオナニー4時間DX vol.05（10月3日、VALEX）他出演:愛須心亜、篠宮ゆり、桜木郁、篠田ゆう、北山悠
- ずっと咥えっぱなしのWフェラ!交互にW中出し!（10月9日、michiru）他出演:高梨あゆみ、羽月希、千星はるか、夏海いく、岩橋いつか、乙葉ななせ、美泉咲
- 少女の愛「お父さんずっといっしょにいてね。」Vol.5（10月12日、ケー・トライブ）
- ヒロインイメージファクトリー 29 セーラールミナス（10月17日、GIGA）
- フェラしながらのオナニーでどちらにも夢中（10月17日、SEX Agent）他出演:阿部乃みく、水原さな、夏海花凛、若菜みなみ、蒼井さくら、櫻木梨乃、桐山杏菜、岸杏南
- SOD女子社員未満！？ 研修中に社内でいきなり赤面野球拳！！（10月23日、SENZ）
- キモオタ孕ませ隊（11月8日、ROCKET）
- マングリ返しが自然体の日常風景（11月20日、ROCKET）他出演:武藤つぐみ、森絵利佳
- 未熟な女子 未熟×貧乳美少女のパイパンワレメに淫行中出し（12月14日、ケー・トライブ）
- 2穴（兄妹兄）-きょうだい-中出し 上の兄に犯●れているのを下の兄に見られ助けてくれるかと思いきやマ○コとアナルを生で同時にハメられイキまくった妹（12月20日、ナチュラルハイ）
- 田舎のお嬢様学校の女子校生をさらってレ●プ、射精直前に「お前より可愛い娘を今すぐ電話で呼ばないと中出しするぞ」と脅して友達を連れてこさせてその娘もレ●プ、そして結局全員にナマ中出し！ 2（12月20日、サディスティックヴィレッジ）
- 混浴温泉デカチン即挿入痴● 混浴温泉で彼氏が一緒だからとあまりにも無防備な後ろ姿で入浴するエロ尻敏感娘にデカチン即挿入痴●で声を出せないほど感じさせろ！！（12月20日、アパッチ）

2015年
- 温泉街で見つけた浴衣素人娘限定！制限時間10分！声出し我慢ゲーム（1月22日、ATOM）他出演:新山かえで、ひばり結羽、柚本ひまり、澤村千沙、猫田りく　ほか
- ふしだらな母娘の接吻と情交 ～母の情夫を奪う娘、娘の彼氏を誘う母～（2月5日、ヒビノ）共演:京野美麗、かのんこゆる
- 挿入ごっこ 倉科紗央莉（2月5日、グローリークエスト）
- 「無垢ないいなり少女の完全無毛マ○コに精子という『お薬』を大量注入！犯されているとも知らずに中出しされた娘は母親と一緒に笑顔で帰宅する…」VOL.1（2月5日、DANDY）
- 痴●され最後まで感じていることを認めず何度もイカされ痙攣が止まらない女子校生 2（3月19日、ナチュラルハイ）
- 父親に何度も犯●れ孕まされるまで中出しされる娘の近親相姦投稿映像 (5月22日、青空ソフト)
- 想像してみてください、あなたは教師。10人の純真無垢な●学生と突然エレベーターに閉じ込められたら…。あなたが生きている内にやり遂げたかった10のタブー 2（7月10日、V＆R PRODUCE）
- スーパー銭湯少女盗撮わいせつ記録  (8月21日、青空ソフト)

### インターネット放送
- トイズハートプレゼンツBUBKA「きのう誰食べた」（2014年08月07日ゲスト出演、ニコニコ生放送）[2]